# Râul Boldișor
Râul Boldișor este un curs de apă, afluent al râului Neagra. 